# Steven L. Scott
Steven L. Scott ist ein US-amerikanischer Computer-Konstrukteur. Er ist leitender Ingenieur bei Cray Inc.
Scott wurde 1992 in Computer-Architektur an der University of Wisconsin bei James R. Goodman promoviert und ging dann zu Cray Research. Er war einer der Architekten des Cray T3E Multiprozessor-Rechners und Hauptarchitekt des GigaRing Netzwerks in den Cray Rechnern Ende der 1990er Jahre. Außerdem war er Hauptarchitekt des Cray X1/X1E Supercomputer und des Black Widow Systems bei Cray. Darüber hinaus entwarf er den Router im Red Storm Supercomputer von Cray in den Sandia National Laboratories und im Cray XT3 MPP. Zudem leitete er das Cray Cascade Projekt.
Er hält 15 Patente (2005) und ist Mitherausgeber der IEEE Transactions on Parallel and Distributed Systems.
2005 erhielt er den Seymour Cray Award und den Maurice Wilkes Award der ACM.